# Der kopflose Falke
Der kopflose Falke ist ein Spielfilm von Gaudenz Meili nach Truman Capotes Erzählung The Headless Hawk, produziert vom Kleinen Fernsehspiel des Zweiten Deutschen Fernsehens ZDF. Gedreht wurden die Innenaufnahmen im Studio Hamburg und die Außenaufnahmen in New York City.

## Handlung
Truman Capotes Erzählung ist die psychologische Studie eines labilen jungen Mannes, der einer schizophrenen Malerin verfällt.
Der junge Mann, Vincent, ein 36-jähriger Angestellter einer Kunstgalerie in Manhattan, hat eine Affäre mit einem jungen Mädchen, das auf mysteriöse Weise ungenannt bleibt. Das Mädchen verkauft ihm ein Gemälde, das ein Mädchen mit einem abgetrennten Kopf und einen großen, kopflosen Falken zeigt. Sowohl das Gemälde als auch das Mädchen ziehen Vincent auf eine Weise an, die ihn erst erregt und dann abstößt.

## Rezeption
Die Schweizer Zeitschrift Tele schrieb 1971:

„Der kopflose Falke will nicht das Gruseln lehren oder mit psychischen Abgründen schockieren. Er zeigt lediglich die Geschichte zweier Menschen, die an ihrer psychischen Unselbständigkeit scheitern. Ein fast alltägliches Problem. Aber gerade durch das Alltägliche und die Einfachheit der Handlung identifiziert sich der Zuschauer leicht mit dem Gezeigten. Plötzlich können die verschiedenen Symbole, die viel, jedoch nie Genaues aussagen, das Unterbewusstsein des Betrachters mobilisieren. Die psychologische Erzählung ist nicht zuletzt auf psychische Reaktionen des Empfängers angelegt. Wer wäre schon immun dagegen? Wer ist nicht schon mitten in der Nacht wegen viel grässlicheren Traumfiguren als einem kopflosen Falken aufgewacht?.“

## Hintergrund
Meili war frei in der Wahl der Schauspieler. Er konnte auch den bekannten Kameramann Franz Rath und den Star-Filmarchitekten Gerd Krauss engagieren. Die Außenaufnahmen wurden in New York – Capotes Novelle handelt in New York – gedreht.
Traumatisches erlebte das Filmteam in New York. Ausländische Filmgesellschaften erhalten wegen der amerikanischen Gewerkschaftsbestimmungen keine Erlaubnis, in den USA zu filmen. Es sei denn, es handle sich um einen Dokumentarfilm oder einen Tagesschaubeitrag. Neben dem ständigen Versteckspiel vor der Gewerkschaft wurde dem Kamerateam des Öfteren von Passanten gedroht, ohne entsprechende Geldentschädigung würden sie seine Arbeit gewaltsam sabotieren. Durch das auf den Straßen New Yorks permanent vorhandene Amerika der Gewalt wurde dem Filmteam die Existenz von hochneurotischen Menschen – wie Vincent und das malende Mädchen – eindringlich veranschaulicht.
Ein weiteres, zuerst unlösbar erscheinendes Problem stellte sich für Meili in der Besetzung der weiblichen Hauptrolle. Das Mädchen durfte nicht irgendeine „bildhübsche Puppe“ sein. Es musste etwas ganz Spezifisches ausstrahlen – ein inneres, auf dem Gesicht ablesbares Gebrechen. Meili, der vergeblich in den Karteien stöberte und sich Dutzende von Schauspielerinnen vorstellen ließ: „Wir suchten einen schrägen Typ. Ich sah zwar den Typ einige Male auf der Straße, brauchte jedoch für die schwierige Rolle eine ausgebildete Schauspielerin.“ Nach einem halben Jahr erfolgloser Suche machte ihn ein ZDF-Redaktor auf die 21-jährige Beatrice Richter aufmerksam, die soeben ihren ersten Fernsehfilm – Wie man die Wünsche beim Schwanz packt nach Picasso – hinter sich hatte. Meili reiste nach Berlin und befand Beatrice Richter „schräg“ genug für den kopflosen Falken.